# Robin Milton
Robin Milton (28 de junio de 1966) es un expiloto de motociclismo británico, que compitió en el Campeonato Mundial de Motociclismo entre la temporada 1986 y 1990. Su mejor resultado fue en 1989 en el que acabó duodécimo en la clasificación general de la cilindrada de 125cc, incluyendo un podio en el Gran Premio de Australia.

## Estadísticas de carrera

### Campeonato del Mundo de Motociclismo

#### Carreras por año
Sistema de puntos desde 1969 a 1987:
| Posición | 1.º | 2.º | 3.º | 4.º | 5.º | 6.º | 7.º | 8.º | 9.º | 10.º |
| Puntos   | 15  | 12  | 10  | 8   | 6   | 5   | 4   | 3   | 2   | 1    |

Sistema de puntos desde 1988 a 1992:
| Posición | 1.º | 2.º | 3.º | 4.º | 5.º | 6.º | 7.º | 8.º | 9.º | 10.º | 11.º | 12.º | 13.º | 14.º | 15.º |
| Puntos   | 20  | 17  | 15  | 13  | 11  | 10  | 9   | 8   | 7   | 6    | 5    | 4    | 3    | 2    | 1    |

(Carreras en negrita indica pole position, carreras en cursiva indica vuelta rápida)
| Año  | Categ. | Moto          | 1       | 2      | 3       | 4       | 5       | 6       | 7       | 8       | 9       | 10      | 11      | 12      | 13     | 14     | 15     | Ptos. | Pos. |
| ---- | ------ | ------------- | ------- | ------ | ------- | ------- | ------- | ------- | ------- | ------- | ------- | ------- | ------- | ------- | ------ | ------ | ------ | ----- | ---- |
| 1986 | 125cc  | Honda         | ESP -   | NAC -  | ALE -   | AUT -   |         | NED 18  | BEL 19  | FRA -   | GBR Ret | SUE 14  | RSM -   | BWU 27  |        |        |        | 0     | -    |
| 1987 | 125cc  | MBA           |         | ESP 18 | ALE 21  | NAC Ret | AUT 21  |         | NED Ret | FRA DNQ | GBR 9   | SUE 15  | CHE 16  | RSM DNQ | POR 21 |        |        | 2     | 23.º |
| 1988 | 125cc  | Rotax - Honda |         |        | ESP DNQ |         | NAC DNQ | ALE DNQ | AUT 22  | NED 14  | BEL 21  | YUG 15  | FRA 18  | GBR DNQ | SUE 19 | CHE 6  |        | 13    | 26.º |
| 1989 | 125cc  | Honda         | JAP 12  | AUS 2  |         | ESP 13  | NAC 7   | ALE 9   | AUT 10  |         | NED Ret | BEL 17  | FRA DNQ | GBR Ret | SUE 17 | CHE 16 |        | 46    | 12.º |
| 1990 | 125cc  | Honda         | JAP Ret |        | ESP Ret | NAC 7   | ALE DNQ | AUT 17  | YUG 10  | NED Ret | BEL 10  | FRA Ret | GBR 11  | SUE 18  | CHE 16 | HUN -  | AUS 14 | 28    | 21.º |